# Ashalahó
A`c'araho' (Ashalahó; Many-Lodges), jedna od dviju i najvažnija skupina Crow Indijanaca, koja zajedno s Kicked-in-their-Bellies čini skupinu Mountain Crow koja je bila brojnija i superiornija od skupine Binesupede (Binnéassiippeele) ili River Crow. U povijesno doba živjeli su u planinama Bighorn u južnoj Montani i sjevernom Wyomingu.